# زفیر (قایق دو دکله)
زفیر (قایق دو دکله) (به انگلیسی: Zephyr (schooner)) یک کشتی است. این کشتی در سال ۱۸۴۲ ساخته شد.